# Vásáros
Vásáros románul: Târgoviște, falu Romániában, a Bánságban, Temes megyében.

## Fekvése
Lugostól északnyugatra fekvő település.

## Története
Vásáros nevét 1690-1700 között említették először Tergovistie néven.
1761-ben Targovista, 1785-ben Terdowi, 1808-ban Târgoviște, 1888-ban Tergovest, 1913-ban Vásáros néven említették.
A trianoni békeszerződés előtt Krassó-Szörény vármegye Bégai járásához tartozott.
1910-ben 1035 lakosából 345 magyar, 9 német, 648 román volt. Ebből 18 római katolikus, 327 református, 683 görög keleti ortodox volt.

## Híres emberek
- Itt született 1920-ban Szathmáry Károly gépészmérnök, újságíró és műszaki szakíró.

## Források

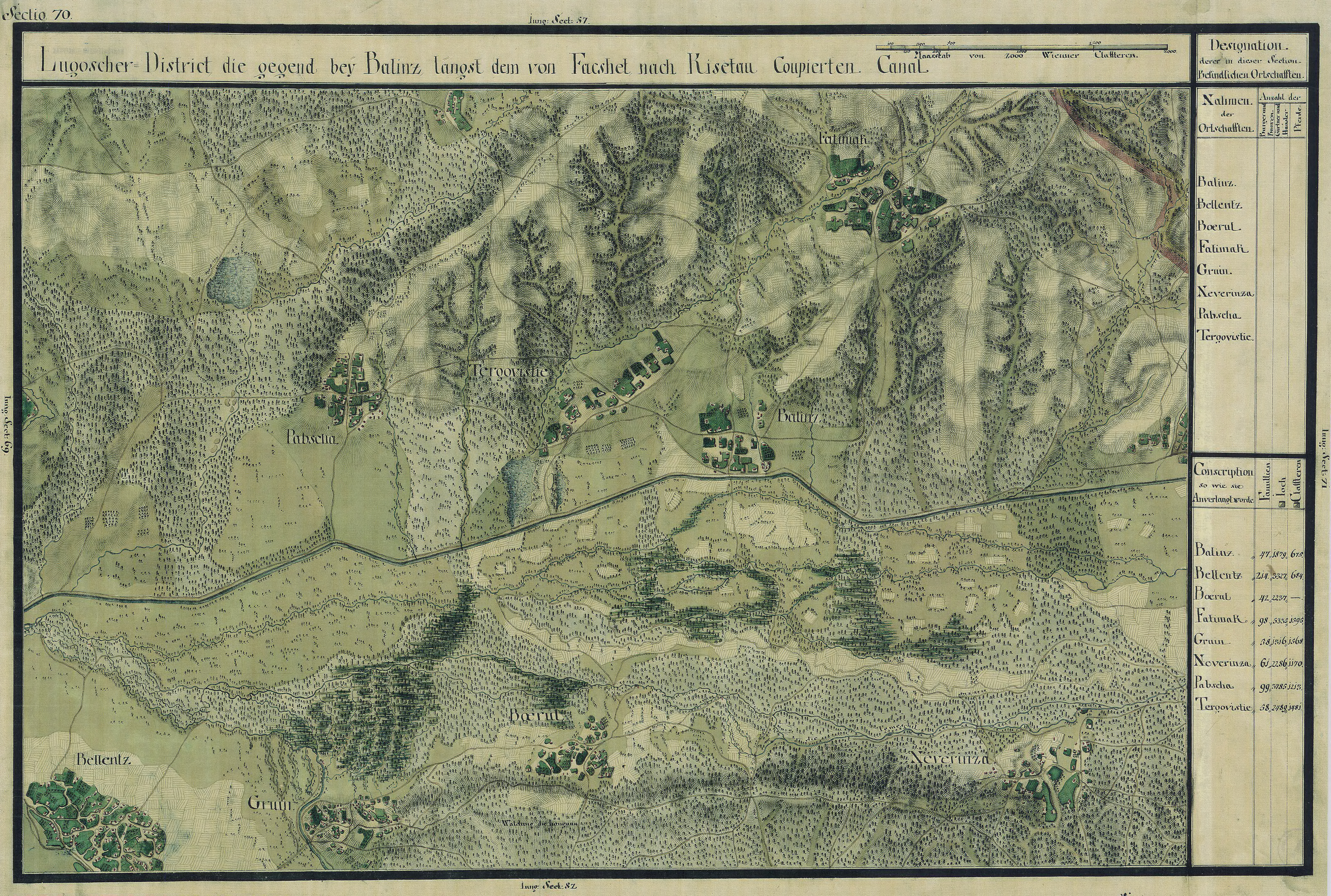
Vásáros (Tregovistye) egy régi térképn